# Jakub Rutnicki
Jakub Adam Rutnicki (ur. 3 grudnia 1978 w Szamotułach) – polski polityk, poseł na Sejm V, VI, VII, VIII, IX i X kadencji (od 2005), minister sportu i turystyki w trzecim rządzie Donalda Tuska (od 2025).

## Życiorys
Ukończył w 2002 studia na Wydziale Nauk Społecznych i Dziennikarstwa Uniwersytetu im. Adama Mickiewicza w Poznaniu. Był finalistą pierwszej edycji programu telewizyjnego Idol. W latach 2002–2005 zasiadał w radzie powiatu szamotulskiego. Od 2005 do 2007 sprawował mandat posła V kadencji, wybranego z listy Platformy Obywatelskiej (do której wstąpił w 2002) w okręgu pilskim. W 2007 po raz drugi uzyskał mandat poselski, otrzymując 18 590 głosów. W wyborach w 2011 z powodzeniem ubiegał się o reelekcję, dostał 19 784 głosy.
W wyborach w 2015 został ponownie wybrany do Sejmu, otrzymując 27 916 głosów. Bez powodzenia startował w wyborach do Parlamentu Europejskiego w 2019.
W wyborach parlamentarnych w 2019 skutecznie ubiegał się o reelekcję, zdobywając 39 344 głosy. Był to najlepszy wynik indywidualny w okręgu pilskim. W IX kadencji Sejmu pełnił funkcję przewodniczącego Komisji Kultury Fizycznej, Sportu i Turystyki. Również w wyborach w 2023 uzyskał mandat poselski z najwyższym wynikiem w okręgu – zdobył wówczas 67 069 głosów.
23 lipca 2025 Donald Tusk ogłosił go kandydatem na urząd ministra sportu. Następnego dnia został powołany przez prezydenta RP Andrzeja Dudę na to stanowisko.

## Wyniki wyborcze
| Wybory | Komitet wyborczy   | Komitet wyborczy      | Organ                            | Okręg | Wynik           |
| ------ | ------------------ | --------------------- | -------------------------------- | ----- | --------------- |
| 2002   |                    | KWW „Nasz Region”     | Rada Powiatu Szamotulskiego      | nr 3  | 475 (10,72%)    |
| 2005   |                    | Platforma Obywatelska | Sejm V kadencji                  | nr 38 | 3182 (1,45%)    |
| 2007   | Sejm VI kadencji   | Platforma Obywatelska | 18 590 (6,23%)                   | nr 38 |                 |
| 2011   | Sejm VII kadencji  | Platforma Obywatelska | 19 784 (7,61%)                   | nr 38 |                 |
| 2015   | Sejm VIII kadencji | Platforma Obywatelska | 27 916 (10,33%)                  | nr 38 |                 |
| 2019   |                    | Koalicja Europejska   | Parlament Europejski IX kadencji | nr 7  | 37 524 (3,13%)  |
| 2019   |                    | Koalicja Obywatelska  | Sejm IX kadencji                 | nr 38 | 39 344 (11,27%) |
| 2023   | Sejm X kadencji    | Koalicja Obywatelska  | 67 069 (16,23%)                  | nr 38 |                 |

## Wyróżnienia
W 2017 otrzymał honorowe obywatelstwo Zbąszynia.